# Ilodesmus meyenii
Ilodesmus meyenii är en mångfotingart som först beskrevs av Brandt 1839.  Ilodesmus meyenii ingår i släktet Ilodesmus och familjen Platyrhacidae. Inga underarter finns listade i Catalogue of Life.